# Warhawk (Playstation 3)
För jakt/attackflygplanet se Curtiss P-40 Warhawk.
Warhawk är ett tredjepersonsskjutarspel utvecklat av Incognito Entertainment och Santa Monica Studio för Sonys spelkonsol Playstation 3. Det var det första spelet till Playstation 3 som man kunde spela upp till 32 spelare på över internet. I spelet går det att flyga stridsflygplan, köra pansarvagn och terrängfordon med kulspruta. Dessutom finns det tre stycken expansioner till spelet.

## Expansioner
Det har kommit tre expansioner till Warhawk. Dessa går att köpa från Playstation Store.

### Operation: Omega Dawn
Detta var den första expansionen som kom till Playstation Store i december 2007. Det innehåller en ny bana kallad "Omega Factory" och ett nytt flygplan kallat "KT-424 Combat Dropship".

### Operation: Broken Mirror
Operation: Broken Mirror släpptes i april 2008. Paketet innehåller en ny bana och ett nytt fordon: APC.

### Operation: Fallen Star
Operation: Fallen Star släpptes i slutet av augusti 2008. Paketet innehåller funktion att flyga med en jetpack, två nya spellägen: Hero och Collection och en ny bana: Tau Crater. Stöd för trophies lades också till vid samma tillfälle.